# 篠籠田
篠籠田（しこだ）は、千葉県柏市の地名。郵便番号は277-0862。

## 地理
柏市篠籠田は柏駅の北西に広がる柏市の地名のひとつ。住居表示は未実施で、町域は手賀沼にそそぐ大堀川下流域南岸の低地およびその支谷が広く占める。あけぼの・柏・明原・高田・松ケ崎・西町および流山市駒木と隣接する。山林なども多く、大堀川沿いは畑として、また住宅地としても多く利用されている。

### 篠籠田の小字
- 寺前 - 西光院東側一帯、寺前第一公園等
- 八幡（はちまん） - 特別養護老人ホーム八幡付近から篠籠田第一公園一帯
- 篠塚 - 双伸ゴルフセンター一帯、篠塚第一公園等
- 小町 - ミニストップ柏しこだ店一帯、小町第一公園等
- 後原（うしろはら） - ベルク柏しこだ店西側一帯〜四季原、後原第一公園等
- 今泉 - 柏第三中学校南西側一帯、今泉第一公園等
- 上端（かみばた） - 旭町消防署、東武野田線ガード付近
- 初音（はつね） - 旧市立柏幼稚園、大堀川防災レクリエーション公園付近、国道16号初音橋等
- 内野 - 柏厚生総合病院南側一帯
- 下須原 - 篠籠田市民緑地西側、下須原第一公園等
- 上須原 - 現在[いつ?]の明原地域　※現存せず
- 明仄（あけぼの） - 現在のあけぼの地域　※現存せず
- 茅野 - 現在のかやの町地域　※現存せず
- 宮前 - 現在の西町地域　※現存せず

## 歴史
篠籠田はかつて手下浦（現在の手賀沼）の西側一帯を指していた。沼沢地として水田に適していたこともあり稲作が盛んだった。
平安時代の1130年（大治5年）下総権介だった千葉常重が伊勢神宮に寄進した相馬御厨の南限として下総国相馬郡「志子田谷」の名がある。
室町期には「色陀」として、江戸期には下総国葛飾郡「篠籠田村」となっていたことがわかっている。1698年（元禄11年）には舟戸藩領、同16年より沼田藩領、として村高149石余。1730年（享保15年）以降は田中藩領となり305石余と記録されている。
また、江戸初期より小金牧の一部、上野牧として整備が進んだ。現在も牧場と村を隔てる野馬土手の遺構が篠籠田緑地公園内などに残っている。
下総国葛飾郡下から、印旛県、千葉県東葛飾郡を経て、1889年（明治22年）近隣の村と合併して千代田村（のち柏町）の大字となり、1973年（昭和48年）までに明原、あけぼの、西町、豊上町などを分離し、現在の町域に至る。

## 世帯数と人口
2020年（令和2年）9月30日現在の世帯数と人口は以下の通りである。
| 大字   | 世帯数    | 人口     |
| ------ | --------- | -------- |
| 篠籠田 | 5,248世帯 | 11,913人 |

## 小・中学校の学区
市立小・中学校に通う場合、学区は以下の通りとなる。
| 番地                                                      | 小学校             | 中学校             |
| --------------------------------------------------------- | ------------------ | ------------------ |
| 1〜973番地、975〜1128番地、1342〜1463番地、1489〜1518番地 | 柏市立柏第七小学校 | 柏市立柏第三中学校 |
| 974番地、1128〜1341番地、1464〜1494番地                   | 柏市立高田小学校   | 柏市立柏第五中学校 |

## 交通

### 鉄道
町域には鉄道駅は存在しないが、南端の一部を東武野田線が通過している。JR柏駅や東武鉄道豊四季駅などが近い（徒歩10〜20分）ため、最寄駅とされる。
また、バス利用によりつくばエクスプレス柏の葉キャンパス駅の利用も可能。

### バス
東武バスセントラル
- 篠籠田バス停
- 柏第七小学校入口バス停
- 三間バス停
- 八ツ原入口バス停

## 道路
- 国道16号

## 施設
- 柏市立柏第三中学校
- 柏市立柏第七小学校
- しこだ保育園
- 小学館アカデミー柏しこだの森保育園
- 柏市しこだ児童センター
- 柏厚生総合病院
- 柏市消防局旭町消防署
- 西光院 『篠籠田の獅子舞』（千葉県指定文化財（無形文化財））が有名
- 地主神社
- 大堀川防災レクリエーション公園
- 篠籠田緑地公園
- ベルク柏しこだ店